# Malá Tŕňa
Malá Tŕňa es un municipio del distrito de Trebišov en la región de Košice, Eslovaquia, con una población estimada a final del año 2024 de 342 habitantes.
Se encuentra ubicado al este de la región, en la cuenca hidrográfica del río Ondava (afluente del río Bodrog que, a su vez, lo es del Tisza), y cerca de la frontera con la región de Prešov y Hungría.

## Demografía
| Año        | 1994 | 2004    | 2014    | 2024     |
| ---------- | ---- | ------- | ------- | -------- |
| Población  | 449  | 451     | 416     | 342      |
| Diferencia |      | +0,44 % | −7,76 % | −17,78 % |

| Año        | 2023 | 2024    |
| ---------- | ---- | ------- |
| Población  | 347  | 342     |
| Diferencia |      | −1,44 % |